# 14420 Massey
14420 Massey è un asteroide della fascia principale. Scoperto nel 1991, presenta un'orbita caratterizzata da un semiasse maggiore pari a 3,0108265 UA e da un'eccentricità di 0,1121708, inclinata di 11,21001° rispetto all'eclittica.